# Certhiops rummeli
Certhiops rummeli — викопний вид горобцеподібних птахів надродини Certhioidea, що існував в міоцені (20 млн років тому). Скам'янілі рештки птаха знайдені у 2008 році в Баварії.